# 후세이
후세이(WhoSay)는 유명인사(Celebrities)에 관한 미국의 잡지, 소셜 미디어 서비스 사이트다. 2010년에 설립되었고 크리에이티브 아티스트 에이전시(Creative Artists Agency, CAA)가 소유하고있다. 이용자들에게 셀럽(Celeb)과 엔터테인먼트 관련 최신 소식을 지속적으로 제공하는 것이 목적이다.
게시물의 소유권을 게시자들이 갖도록 허용하며, 게시물을 트위터나 인스타그램 등 다른 소셜 네트워크 서비스에도 올릴 수 있는 기능을 제공한다.